# Herman Matzen

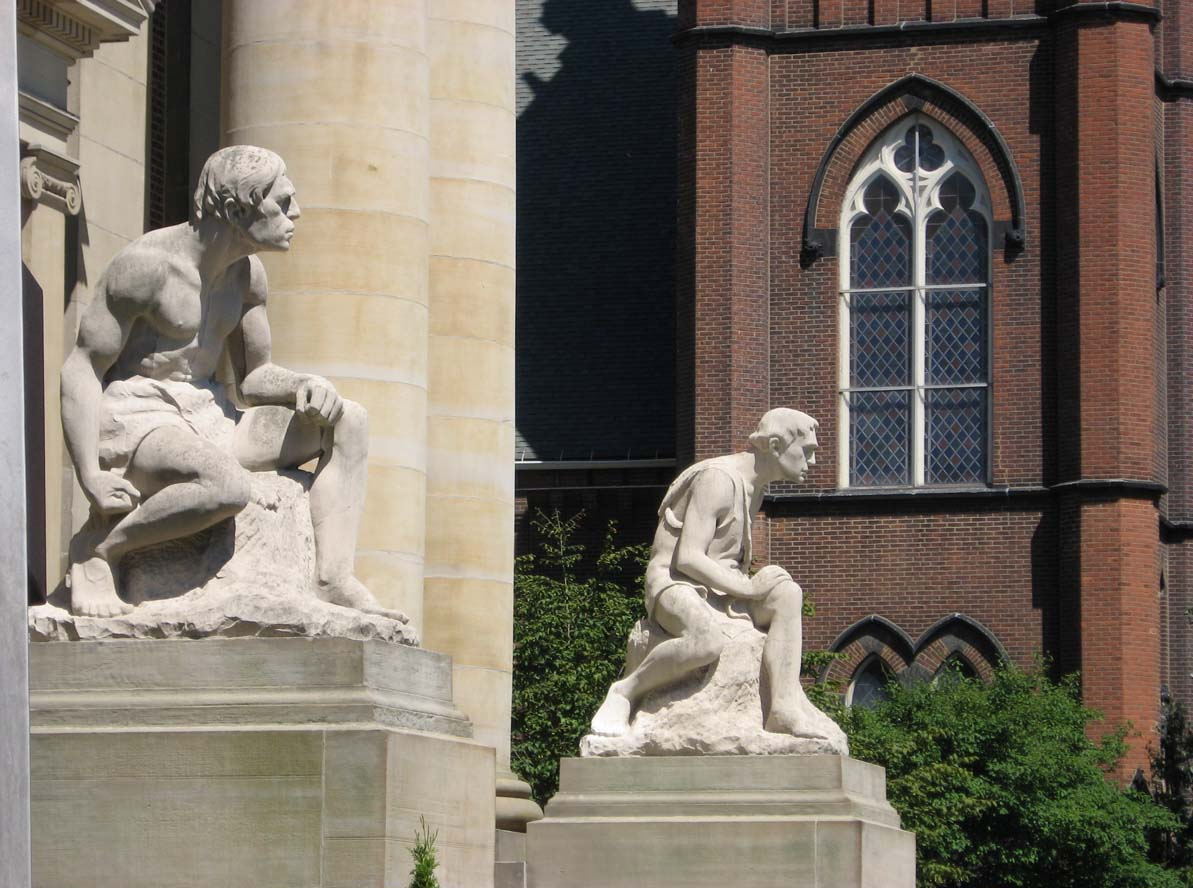
Cain et Abel, palais de justice du comté de Lake, Painesville (Ohio).

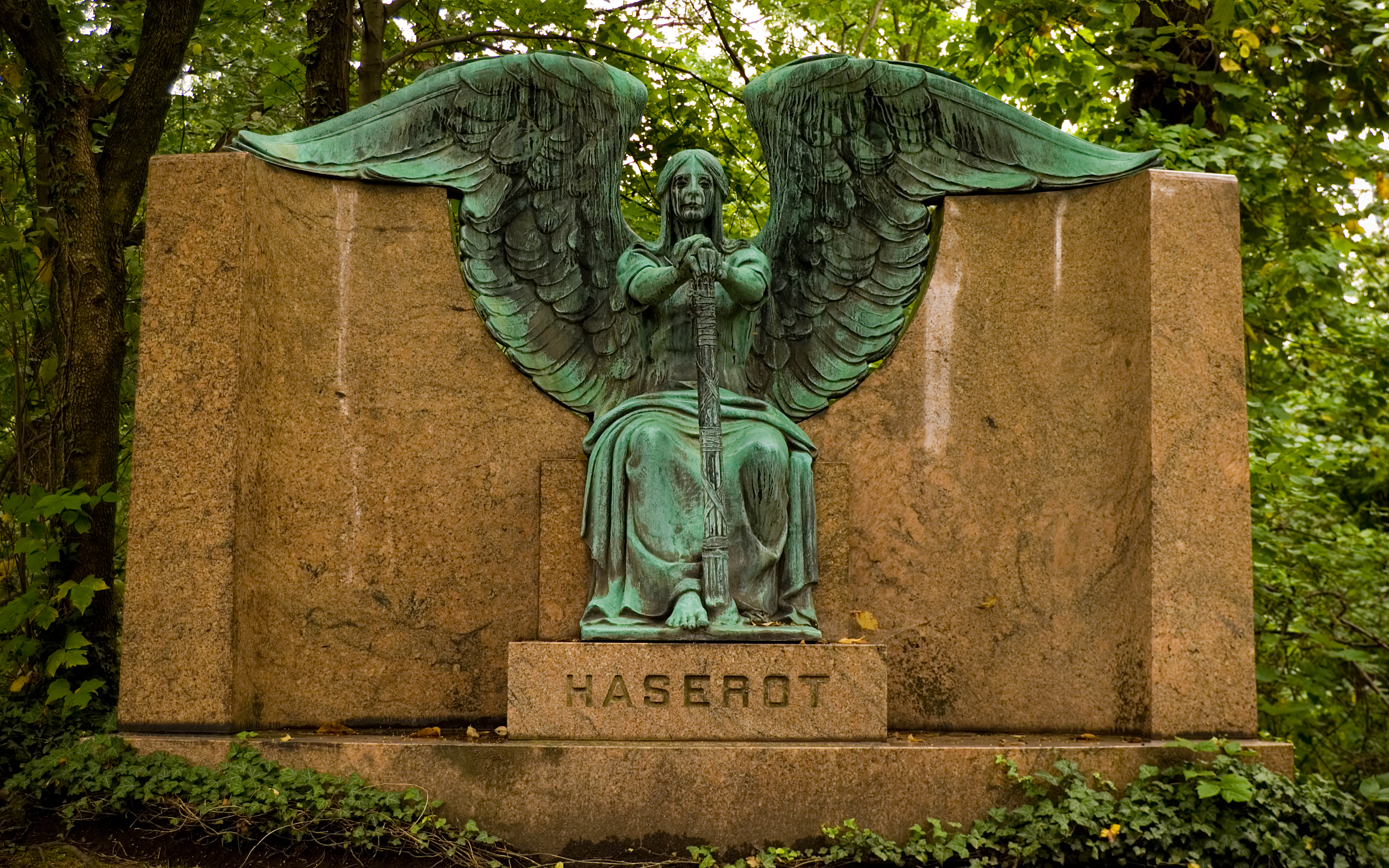
Ange de la mort victorieux.

Herman Matzen, né le 15 juillet 1861 au Danemark et mort le 22 avril 1938 à Cleveland (Ohio), est un sculpteur et enseignant en arts appliqués américain.

## Biographie

### Famille
Herman N. Matzen naît le 15 juillet 1861 au Danemark,,. Il est le fils de Nicolai Edinger et d'Henrietta (Rasch) Matzen. Son père est architecte et constructeur.

### Études et carrière
La famille arrive aux États-Unis en 1872 et s'installe à Détroit, où Herman N. Matzen obtient son diplôme au séminaire germano-américain. Après une brève période d'emploi dans le commerce, il devient apprenti sculpteur sur bois dans l'atelier de Gari Melchers à Détroit, où il reste jusqu'en 1880. À cette époque, il s'installe à Cleveland, dans l'Ohio, et passe les sept années suivantes à travailler comme designer et à enseigner dans le domaine des arts appliqués à la Cleveland School of Art (en). En 1889, il part à l'étranger pour étudier à Munich, mais sa santé défaillante l'oblige à rentrer au pays. Il reprend ses activités de dessinateur et d'enseignant après 1893, en se consacrant principalement à la sculpture. En 1895, il se rend à nouveau en Allemagne pour deux ans d'études à l'Académie royale des beaux-arts de Berlin, où il reçoit la médaille de bronze de deuxième classe de l'académie en 1896. Quelques mois plus tard, il reçoit le premier prix pour sa conception d'une médaille pour le poste d'ancien du Grand Berlin en 1896. Par la suite, il enseigne à la Cleveland School of Art jusqu'à sa retraite en 1926, tout en poursuivant son travail de sculpteur. Parmi ses œuvres, on peut citer les groupes Guerre et Paix sur le monument aux soldats et aux marins, à Indianapolis ; le monument Schiller à Detroit, dans le Michigan ; le portrait en relief d'Albert C. Holden à l'université de Harvard ; les figures Droit et Justice au tribunal du comté d'Akron (Ohio) ; et, à Cleveland, le monument Tom L. Johnson sur la place publique et le monument Richard Wagner dans le parc Edgewatcr. Il est également représenté au musée Friedrich. Berlin, par deux grands groupes allégoriques, et est le sculpteur de nombreuses autres œuvres plus petites commandées à titre privé ou pour des musées dans différentes parties du monde. Il est membre à vie de la Cleveland Society of Artists, membre de la National Sculpture Society, et membre honoraire de la Cleveland Music Association.

### Religion, politique et loisir
Son affiliation religieuse est avec la First Unitarian Church, Cleveland. Sur le plan politique, il est indépendant. La pêche est son loisir préféré.

### Mariages et enfants
Il se marie deux fois : 1re fois à Cleveland, en 1886, avec Emma, fille de Henry Hale, un marchand de cette ville ; sa première femme meurt en 1897 ; une 2e fois à Cleveland, le 11 juillet 1908, avec Blanche, fille de Thomas K. Dissette. De son premier mariage, il a trois enfants : Madeleine Hale, Dorothy Rasch et Carl ; et par son second mariage, il a un fils : Herman Nicolai.

### Mort
Il meurt le 22 avril 1938 à Cleveland dans l'Ohio.

## Œuvres

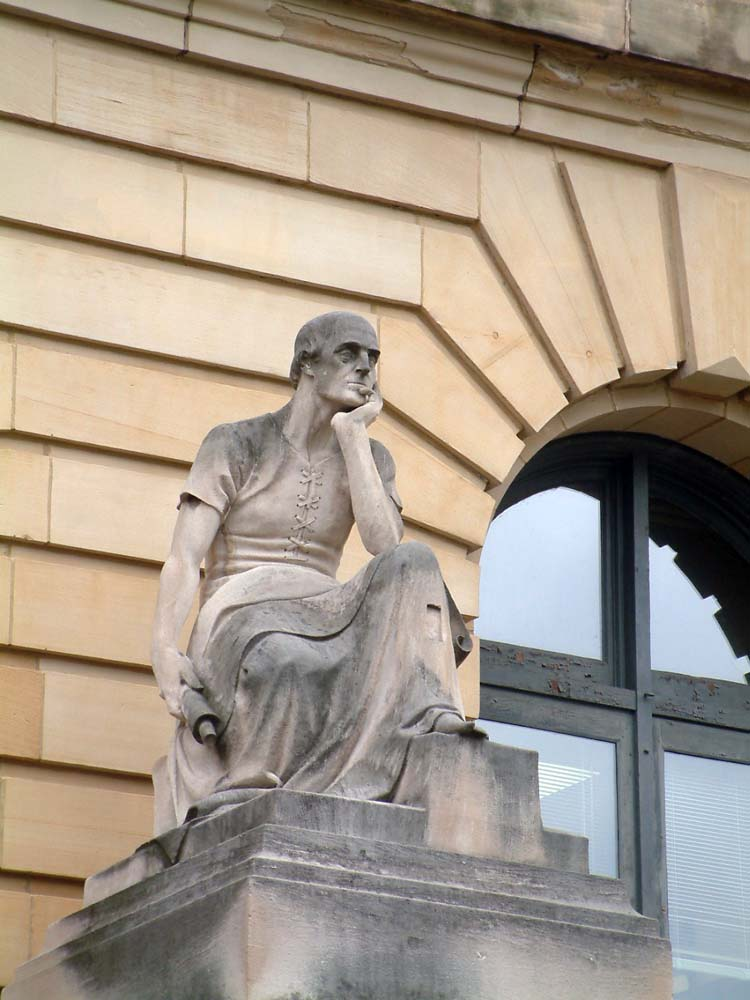
Droit, palais de justice du comté de Summit, 1908.

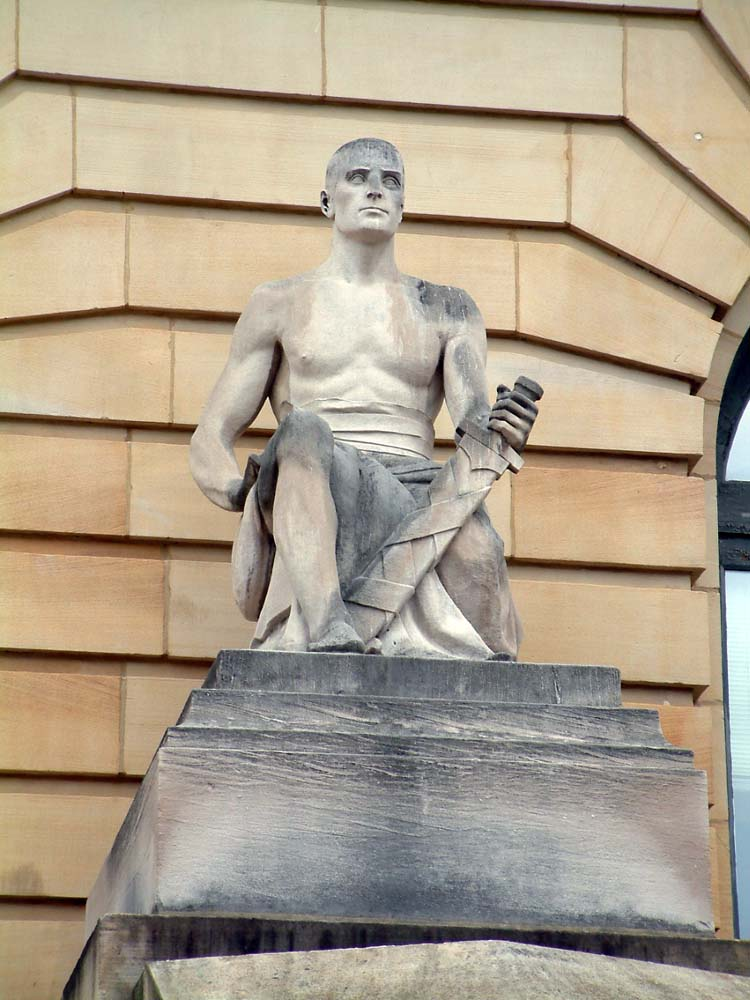
Justice, palais de justice du comté de Summit, 1908.

- Droit et Justice[5], palais de justice du comté de Summit, Akron, Ohio, 1908
- Statues monumentales de Caïn et Abel au palais de justice du comté de Lake, Painesville, Ohio, 1909
- Commodore Oliver Hazard Perry Monument, avec William Walcutt, Wade Park, Cleveland, Ohio, 1929
- L'Ange de la Mort Victorieux ou L'Ange Haserot situé au Cimetière Lake View, 1924 [6]
- Friedrich von Schiller, Belle Isle 1908[7].
- The Two Akrons[5]
- Richard Wagner[5]